# Edmond Gérardin
Pour les articles homonymes, voir Gérardin.
Edmond Gérardin est un arbitre français de football des années 1920, qui était affilié à Paris.

## Carrière
Il a officié dans des compétitions majeures : 
- Coupe de France de football 1919-1920 (finale)
- Coupe de France de football 1921-1922 (finale)
- Coupe de France de football 1928-1929 (finale)